# 合众国诉尼克松案
合众国诉尼克松案（418 U.S. 683 (1974)）是联邦最高法院历史上的一个里程牌式案件，法院以一致作出的8比0判决命令时任美国总统理查德·尼克松交出特别检察官要求的白宫录音带。这一判决对水门事件产生了重要的影响，判决仅半个月后，尼克松宣布辞职，这次事件也使得他成为美国至今唯一一位主动辞职的总统。这一案件也被认为是对美国总统权力作出限制的一个关键性的判决先例。
美国首席大法官沃伦·厄尔·伯格起草了法庭的一致意见并署名，小威廉·布伦南、拜伦·怀特、瑟古德·马歇尔、哈利·布莱克蒙、刘易斯·鲍威尔、威廉·O·道格拉斯、波特·斯图尔特7位大法官联名。另一位大法官威廉·伦奎斯特由于曾是尼克松第一届内阁中的助理司法部长，并且与水门事件中涉案的前司法部长约翰·纽顿·米歇尔和总统国内事务助理约翰·丹尼尔·埃立希曼关系密切，因此主动提出了回避。另外，首席大法官伯格以及大法官布莱克蒙、鲍威尔和伦奎斯特都是由尼克松提名上任的。

## 背景
1972年6月17日凌晨，5名嫌犯潜入了美国首都哥伦比亚特区水门综合大厦的民主党全国委员会总部安装窃听器并偷拍文件，大厦保安发现可疑后立即报警，这5人随即被前来的两名便衣特警抓获。这一事件被称为水门事件。
1973年5月，联邦司法部长艾略特·理查森任命哈佛大学法学院教授阿奇伯德·考克斯出任特別檢察官，并赋予他独立调查水门案的权力:355。10月20日，尼克松命令理查森解雇“不识大局”的考克斯，但理查森由于上任前在联邦参议院的任命听证会上曾经保证不会非法干涉特别检查官的决定和行为:368因而拒绝执行，请求辞职。尼克松劝理查森晚几天辞职，因为国务卿亨利·基辛格当时正在前苏联访问，别给了苏共领导人话头让基辛格下不了台，理查森还是坚持要辞职。尼克松对此指责他“这是将个人承诺置于公众利益之上”，理查森则回答：“我只能说，我相信我的辞职符合公众利益”:366。尼克松之后命令联邦司法部副部长威廉·洛克肖斯解雇考克斯，但他同样拒绝执行，请求辞职。最后，司法部的罗伯特·博克同意执行总统的命令，白宫宣布解除司法部长理查森和副部长洛克肖斯的职务，博克出任代理部长。博克上任后马上签署命令解雇了考克斯。由于10月20日正好是星期六，消息公布时已经是晚上，于是新闻媒体使用了星期六之夜大屠杀这样耸人听闻的大标题:366。
星期六之夜大屠杀导致了民意极大的反弹，辞职后的理查森表示：“一个法治政府已经濒临沦为寡头独裁政府”，而审理水门窃听案的联邦地区法院法官约翰·西瑞卡则称这一事件“看上去仿佛是拉丁美洲国家的上校们上演的一场军事政变闹剧”:367。总数约300万左右的电报、电话和信件涌至白宫和联邦国会，对尼克松的行为加以谴责:367。在这样巨大的压力之下，1973年11月1日，尼克松被迫同意任命德克萨斯州律师里昂·贾沃斯基出任特别检察官:368。
贾沃斯基上任后，尼克松被迫交出了7盘录音磁带:369；1974年3月，联邦地区法院大陪审团作出判决，立案起诉包括前司法部长约翰·纽顿·米歇尔在内的七位白宫幕僚:369-370。1974年4月18日，西瑞卡法官向尼克松发出传票，要求他再交出64盘录音带以便对涉案白宫幕僚进行刑事审判:370。尼克松一开始交出来43段对话经过剪辑的文字附本，希望能够让公众和贾沃斯基感到满意，并派律师到法庭请求西瑞卡法官撤回传票，表示总统在任期间除弹劾案外，不受一般法院的直接约束。5月31日，西瑞卡法官拒绝了这一请求并再次命令总统交出录音带。尼克松于是启用总统行政特权，拒绝交出录音带，并且这次连文字附本也拒绝提供。5月24日，特别检察官越过联邦上诉法院直接向联邦最高法院上诉。最高法院也打破常规接受了案件，史称“美国诉尼克松案”。在本案前，这种越过联邦上诉法院直接由最高法院审理的案件一共只出现过6例:370。

## 庭审
7月8日，特别检察官贾沃斯基与总统律师詹姆斯·D·圣克莱尔在最高法院展开口头辩论。克莱尔认为这不是司法问题，因为特别检察官是总统下属的联邦司法部任命的，因为双方的争执应该是属于行政部门内部的争执，是一个因为行政部门自行解决的政治问题。他声称特别检察官并没有证明传票中要求的证据都是与涉及案件的审判有关。他还称总统拥有绝对的行政特权来对“政府高官及其助手和顾问间”因为其职责需要而进行的联系予以保密:371。
贾沃斯基则指出本案虽然表面看似总统与检察官间的上下级分歧，但其本质却是对地区法院法官所发出传票的争执，涉及到的是司法部门传唤和审查证据要求与总统行政特权之间的冲突，这不是政治问题，而是法律问题。联邦刑事程序法规定，法院可以就任何问题来向任何人发出传票要求其提供证据或是出庭作证，而总统虽然拥有宪法赋予的职责，享有保密的行政特权，但行政特权并不绝对。宪法第二条中对行政特权问题上也语焉不详。他强调：“此案所提出真正的法律问题是：究竟谁拥有对宪法含义的最终解释权？”“……如果现任总统或任何一位总统声称，宪法的含义是总统说了算，那么这个国家的立宪政府体制就会处于极大的危险中。”:371-372

## 判决
7月24日，最高法院以8对0票作出了支持联邦地区法院的判决。首席大法官伯格起草了法庭的一致意见并置名，布伦南、怀特、马歇尔、布莱克蒙、鲍威尔、道格拉斯和斯图尔特7位大法官联名。另一位大法官威廉·伦奎斯特由于曾是尼克松第一届内阁中的助理司法部长，并且与水门事件中涉案的前司法部长米歇尔和总统国内事务助理埃立希曼关系密切，因此主动提出了回避。不过判决书虽然名义上由伯格一人执笔和署名，但其他7位大法官都参与了判决书各个部分的撰写，是最高法院历史上较为罕见的一次“集体创作”:374。判决书中伯格两次援引马伯里诉麦迪逊案中首席大法官约翰·马歇尔的判决：“断定什么是法律显然是司法部门的职权和责任”。对于案件涉及的是行政部门内的政治问题，还是特别检察官所说的法律问题，法院支持了贾沃斯基的意见，判决书中指出，在一个悬而未决的刑事案中，特别检察官因为庭审需要而要求获得被法庭传票传唤的证据资料，总统以行政保密特权予以拒绝，因此这种“（行政）部门内部争执”实质上是因刑事程序引起的，因此是一个司法问题，法院拥有管辖权:374。“对于总统行政特权法院裁决，宪法没有明确提及任何有关保密的行政特权，但在保密和总统有效履行职责的确相关的范围内，这种特权拥有宪法基础。”但是其并不绝对且不受限制：“当刑事审判需要使用受到传票的资料时，基于保密的笼统利益所宣称的行政特权，不能超过刑事司法中政治法律程序的基本要求。”:374-375，因此，总统必须交出地区法院法官传票中要求的录音磁带。不过判决书同时也认为，法院应该对录音带中涉及的国家机密予以保密。